# Loffe på luffen
Loffe på luffen är en svensk film från 1948 i regi av Gösta Werner. Filmen var Werners debut som spelfilmsregissör och i huvudrollen sågs Elof Ahrle.
Filmens manus skrevs av Arne Mehrens och Alexander Faragó. Jules Sylvain komponerade musiken,  Karl-Erik Alberts var fotograf och Eric Nordemar klippare. Produktions- och distributionsbolag var AB Kungsfilm. Filmen hade premiär den 3 januari 1948 på biografen Astoria i Stockholm.
Filmen spelades in mellan den 27 maj och 22 juli 1947. De flesta scener togs i Stockholm (Centrumateljéerna, Djursholm, Huddinge, Sofia kyrka och Gamla stan) men vissa inspelningar gjordes även i Mariefred.

## Handling
Loffe Fridh (Elof Ahrle) befinner sig på luffen. En natt stannar han till hos den hjärtsjuke direktör Dahlberg (Erik "Bullen" Berglund) och lovar att skaffa fram medicin till denne. Som belöning får han några silverpjäser som han ska hämta ut på en adress. När har kommer dit grips han dock av polis, som tror att han är en tjuv. Dahlberg förklarar dock hur saken ligger till och Loffe släpps. I stället anställer Dahlberg Loffe som chef i sitt företag under den tid han måste vila upp sig. Loffe upptäcker då att två anställda har skumma affärer för sig och avslöjar dessa. Efter detta återvänder Loffe till livet som luffare, trots övertalningsförsök från Dahlberg att stanna kvar.

## Rollista
- Elof Ahrle – Loffe Fridh
- Wiktor "Kulörten" Andersson – Trubbnos
- Erik "Bullen" Berglund – Dahlberg
- Agneta Prytz – Anna-Lisa
- Lasse Krantz – Andersson
- Yngve Nordwall – Heiman
- Magnus Kesster – Sjökvist
- Torbjörn Stålmarck – Erik Ström
- Mimi Nelson – flicka på ett apotek
- Bengt Eklund – polis
- Gösta Prüzelius – polis
- Rune Stylander – polis
- Gustaf Hedberg – polis
- Hans Strååt – stadsfiskal
- Theodor Berthels – poliskommissarie
- Julia Cæsar – värdinna
- Sture Ericson – man vid en stulen cykel
- Gunnel Wadner – telefonist
- Margaretha Spång – telefonist
- Chris Wahlström – servitris på Lilla Rödluvan
- Carl Ericson – kontorsvaktmästare
- Lissi Holmqvist – brudtärna

### Fotnoter
1. 1 2 3 4  ”Loffe på luffen”. Svensk Filmdatabas. http://sfi.se/sv/svensk-filmdatabas/Item/?itemid=4213&type=MOVIE&iv=Basic&ref=/templates/SwedishFilmSearchResult.aspx?id%3d1225%26epslanguage%3dsv%26searchword%3dloffe+p%C3%A5+luffen%26type%3dMovieTitle%26match%3dBegin%26page%3d1%26prom%3dFalse. Läst 15 februari 2013.